# Bahnhof Marktschorgast

Der Bahnhof Marktschorgast ist ein Bahnhof, der am oberen Ende der Schiefen Ebene im Landkreis Kulmbach in Oberfranken liegt. Diese Steilrampe mit einer maximalen Neigung von 25 ‰ (1:40) war zwischen 1844 und 1848 im Zuge des Baus des Abschnitts von Bamberg nach Hof der Ludwig-Süd-Nord-Bahn entstanden. Auf dem Weg vom Tal des Weißen Mains zur Rhein-Elbe-Wasserscheide auf der Münchberger Hochfläche überwindet sie auf einer Länge von 6,8 Kilometern 157,7 Höhenmeter.
Der Hauptort der Gemeinde Marktschorgast hat heute knapp 1400 Einwohner. Ursprünglich außerhalb des Ortes gelegen, befindet sich an dessen südlichem Rand auf 347,57 m über NN der Bahnhof. Überörtliche Bedeutung erlangte er durch seine Lage an der Steilstrecke. Nicht nur war er meist Endpunkt für die im Schiebedienst eingesetzten Lokomotiven, auch Schnellzüge machten dort Halt. So hielt der D 2454 von Hof nach Stuttgart planmäßig in Marktschorgast.
Das Ensemble aus Empfangsgebäude, Güterschuppen und Wasserhaus steht heute unter Denkmalschutz.

## Geschichte und Beschreibung

Bahnhof Marktschorgast um 1848

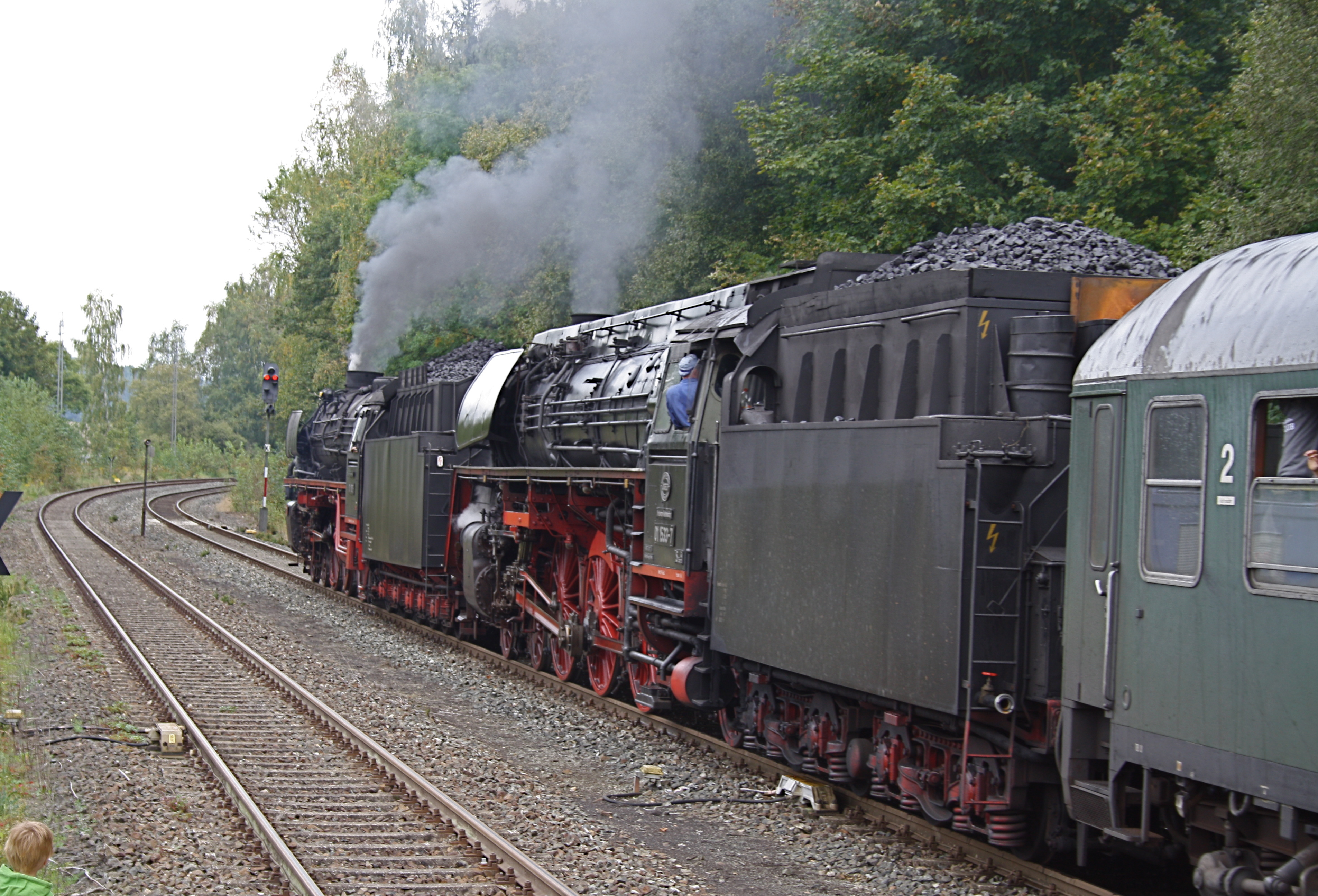
Nördliche Bahnhofsausfahrt mit 01 1075 und 01 1533 (2014)

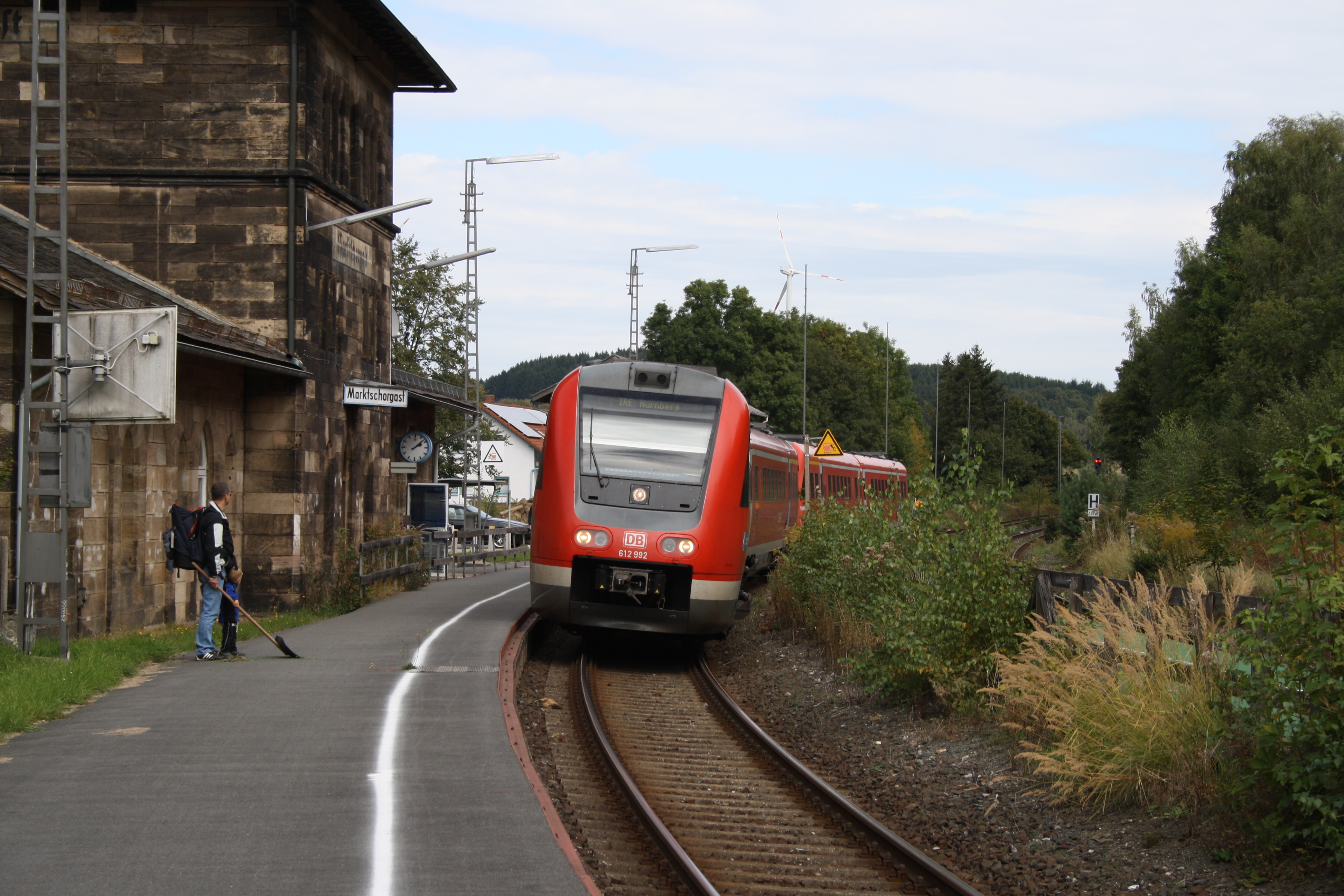
Empfangsgebäude und Neigetechnik-Dieseltriebzug der Baureihe 612 auf Gleis 1 am Hausbahnsteig

Der Bahnhof liegt in einer Kurve unmittelbar am oberen Ende der Rampenstrecke, gleich nördlich der Station schließt bis zur Wasserscheide (bei Schödlas auf 600 m Höhe) eine weitere, weniger steile Rampe an. An seinem Südkopf befindet sich, bereits in der Gefällestrecke, eine einfache Gleisverbindung, die ursprünglich den dort kehrenden Schiebelokomotiven für den Wechsel vom Berg- auf das Talgleis diente. Heute wird sie z. B. von den in Marktschorgast endenden Schienenbussen des Deutschen Dampflokomotiv-Museums (DDM) genutzt. Das Empfangsgebäude ist ein dreigeschossiger Sandsteinbau mit Walmdach und beiderseits eingeschossigen Anbauten.
Zunächst bestand der Bahnhof, an dessen Nordkopf die Zweigleisigkeit der Schiefen Ebene endete, aus zwei Durchgangs- und zwei Betriebsgleisen. Letztere dienten den Schiebe- bzw. Vorspannlokomotiven und kreuzten sich an einer Drehscheibe. Der Güterschuppen befand sich zunächst jenseits der Gleise. In Richtung Norden erhielt die Strecke 1872 ein zweites Gleis, das im Sommer 1982 zwischen Marktschorgast und Stammbach aber wieder abgebaut wurde.

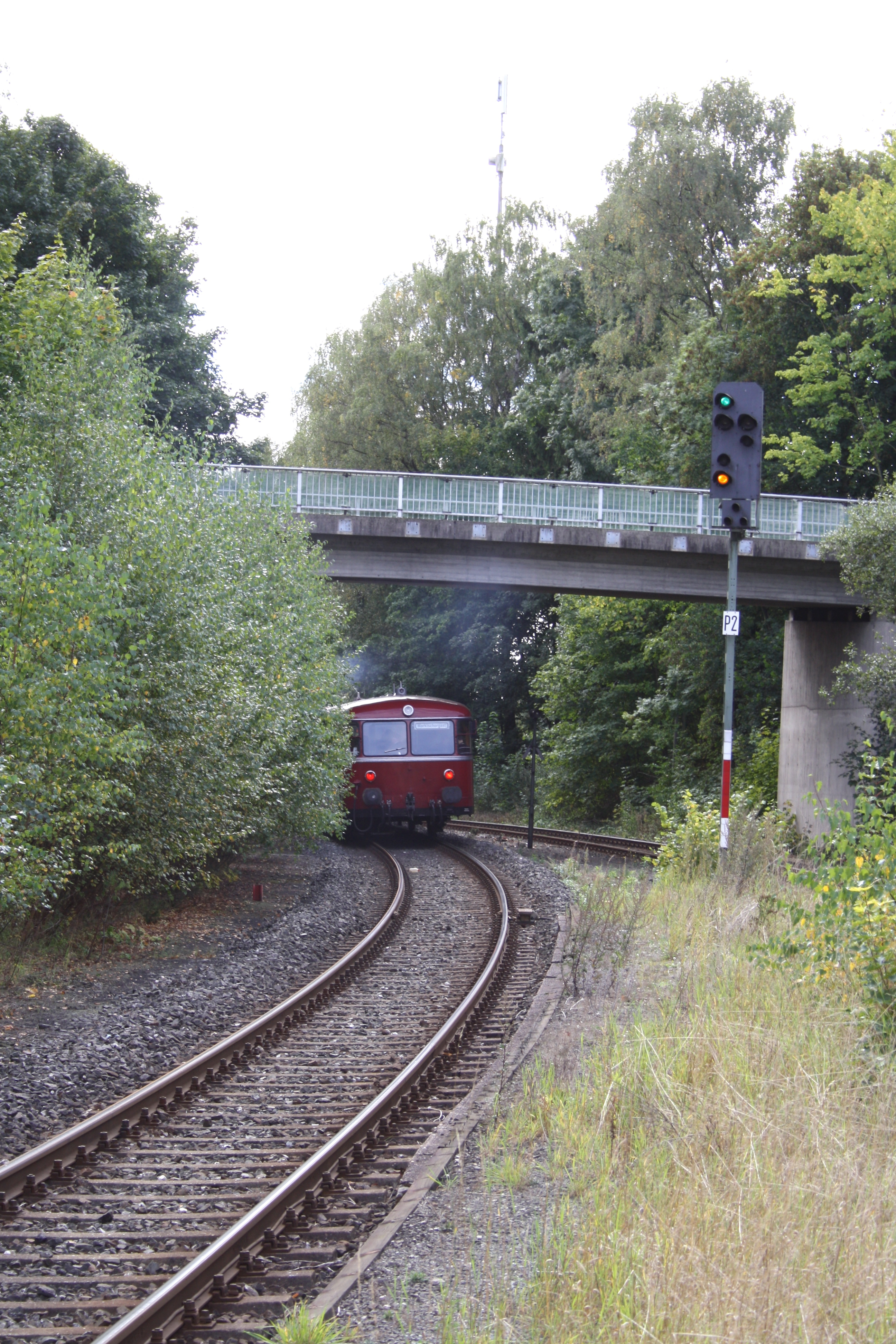
Südlicher Bahnhofskopf unter der neuen Straßenbrücke mit noch auf dem Berggleis talwärts ausfahrendem Schienenbus des DDM (2012)

1892 wurde der Bahnhof umgebaut und erweitert. Vom Berggleis abgehend erhielt er drei weitere durchgehende Gleise und beidseitig Ausziehgleise. Um die Strecke freizumachen, konnten Güterzüge in das „Goldberg-Stutzen“ genannte nördliche Ausziehgleis, das am Prellbock mit einem bayerischen Hauptsignal gesichert war, einfahren. Nach dem Zurückdrücken in das südliche Ausziehgleis nahmen sie am Wasserkran Wasser und erreichten von dort aus wieder das Streckengleis in Richtung Hof. Ein anderes besonderes Gleis war das sogenannte „Wassergleis“. Wegen der geringen Geschwindigkeit und des hohen Dampfverbrauchs bei der Bergfahrt trat bei den frühen Dampflokomotiven gelegentlich Wassermangel auf. Um diesen zu beheben, ließ der Maschinist die Lok auf diesem immer freizuhaltenden Gleis mehrmals schnell hin- und herrollen, was den Kessel wieder ordnungsgemäß füllte.
Über ein Weichentrapez am Talgleis wurden nördlich des Empfangsgebäudes Stumpfgleise zum Güterschuppen, den man Stein für Stein am alten Ort abgetragen und dort wieder aufgebaut hatte, und zur Ladestraße erreicht. Der niveaugleiche Bahnübergang nahe dem Empfangsgebäude wurde 1892 durch eine weiter südlich errichtete Stahlfachwerkträgerbrücke ersetzt. Sie wurde 1926 verstärkt und 1982 durch eine Stahlbetonbrücke ersetzt.
Noch in den 1970er Jahren wies der Bahnhof vier Gleise auf, von denen das talwärtige Streckengleis am Hausbahnsteig, das bergwärtige an einem Zwischenbahnsteig lag. Das östlichste Gleis endete nach Süden hin aber bereits stumpf an einem Prellbock. In der Bahnmeisterei auf der Ostseite des Bahnhofs war eine Draisine stationiert. Parallel zur talseitigen Einfahrt lag auf deren Ostseite noch bis 1991 das südliche Ausziehgleis. 2003 waren nur noch die beiden Streckengleise 1 und 2 vorhanden.
Am zur Schiefen Ebene hin gelegenen Bahnhofskopf befand sich an der alten Straßenbrücke in einem zweigeschossigen, sechseckigen Ziegelsteinbau das Stellwerk. Mit der Inbetriebnahme der Lichtsignale ging es 1963 außer Betrieb, war zehn Jahre später aber noch vorhanden. 1980 wurde das vorspringende Dach des Güterschuppens stark verkürzt, Teile der Dachabstützung wurden entfernt. Das hinter ihm befindliche Wasserhaus wurde zeitweise als Wohnhaus genutzt, es ist das letzte derartige Bauwerk aus der Anfangszeit der Ludwig-Süd-Nord-Bahn zwischen Bamberg und Hof.
Im September und Oktober 2019 erneuerte die DB Netz AG im Bahnhof Marktschorgast 1350 m Gleis und zwei Weichen. Aus Sicherheitsgründen wurde 2020 als Überquerungsanlage eine Brücke über die Gleise gebaut, die den niveaugleichen Übergang ersetzte. Damit ging die vorher gegebene Barrierefreiheit verloren, seitdem müssen Bahnreisende vom und zum Bahnsteig 2 84 Stufen überwinden. Auf die Forderung der Gemeinde nach einer Aufzuganlage reagierte eine Vertreterin der Bahn mit der Drohung, den Bahnhof stattdessen zu schließen.
Das Ausbesserungswerk Nürnberg führte seine Lastprobefahrten bei Neuabnahmen oder nach Großausbesserungen häufig über die Schiefe Ebene durch. Diese Züge wechselten in Marktschorgast die Fahrtrichtung, u. a. kamen so auch die dieselelektrischen ehemaligen Wehrmachtslokomotiven der Baureihe 288 dorthin.

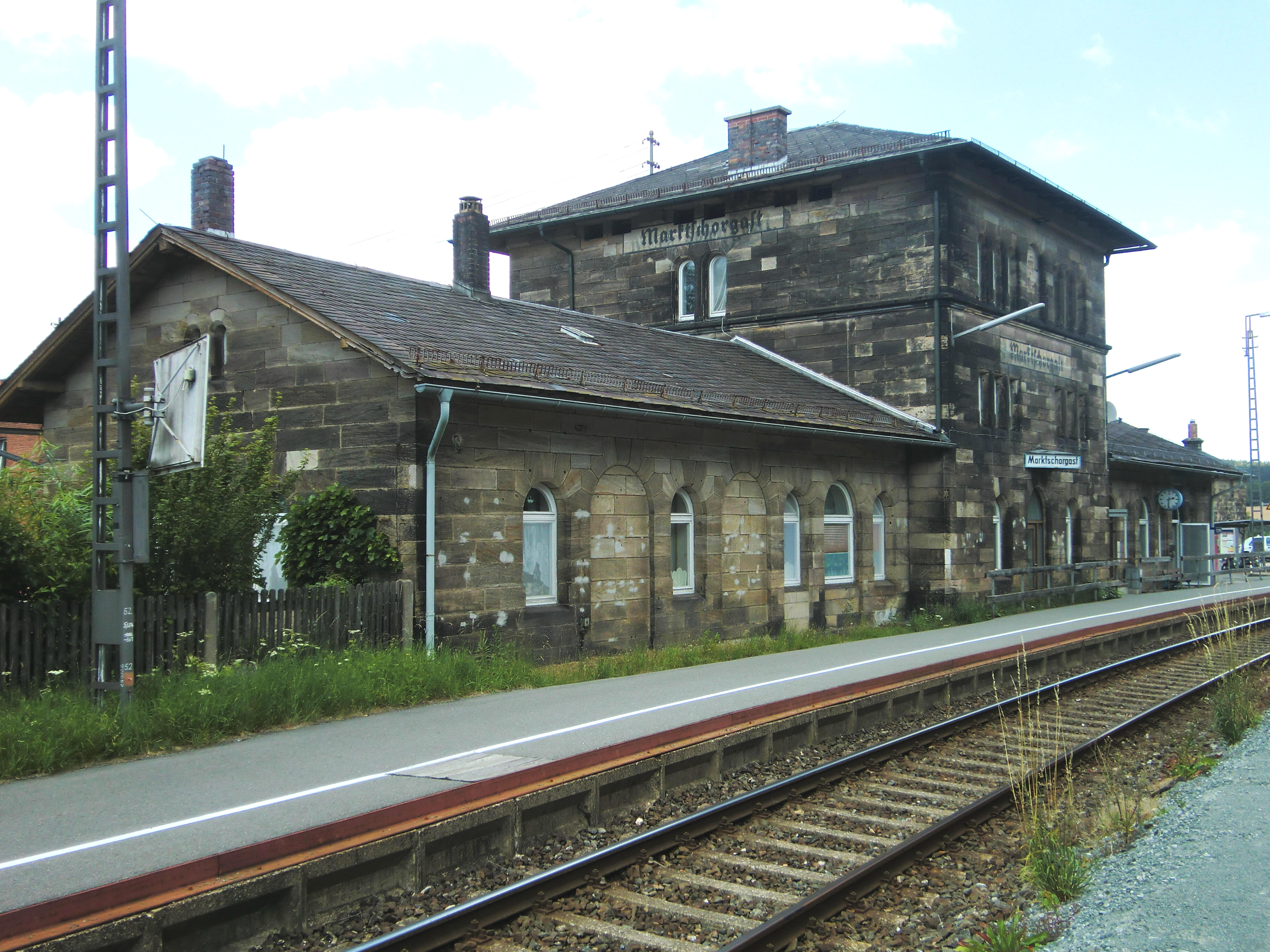
Gleisseite des Empfangsgebäudes
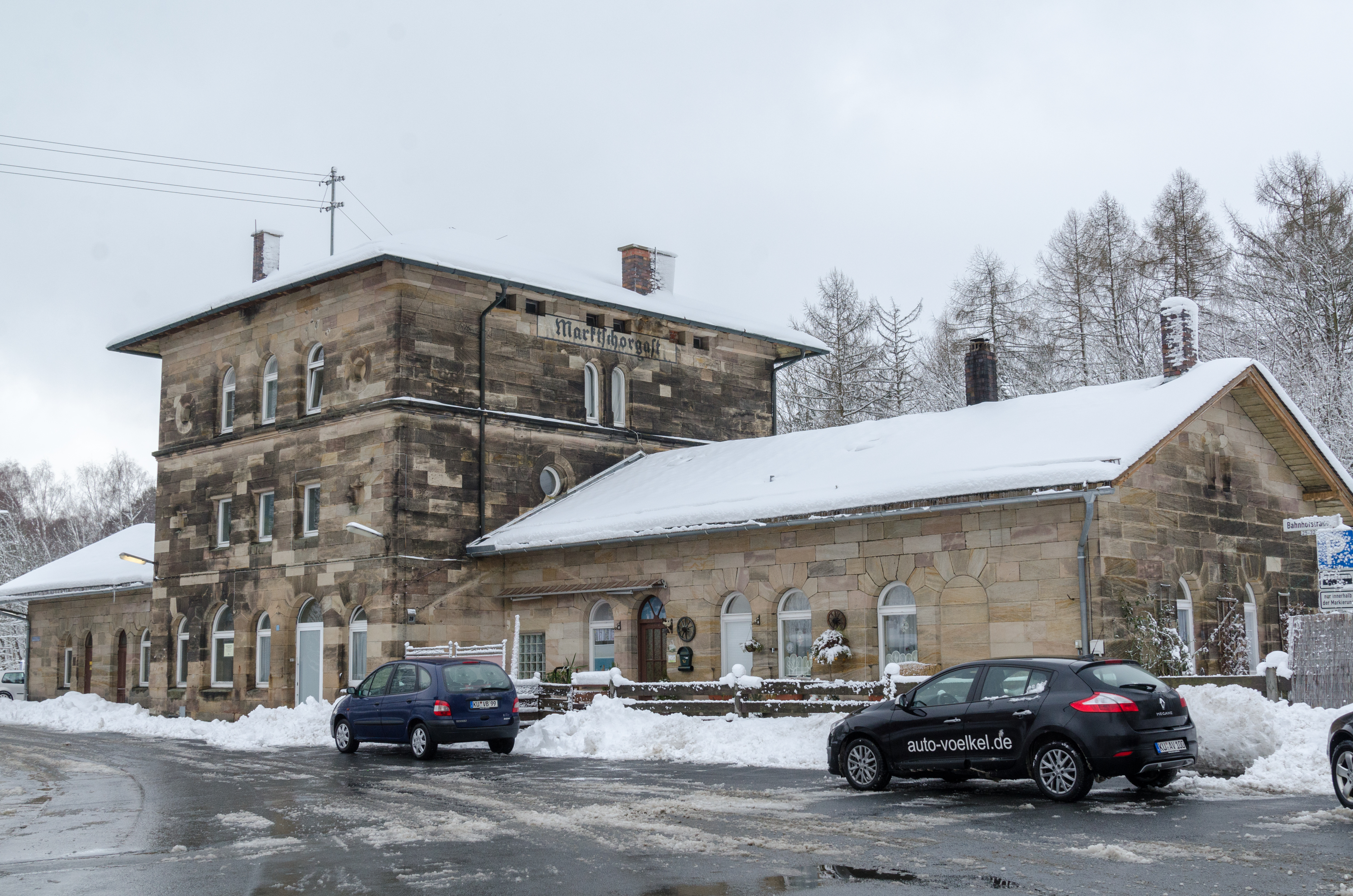
Straßenseite des Empfangsgebäudes
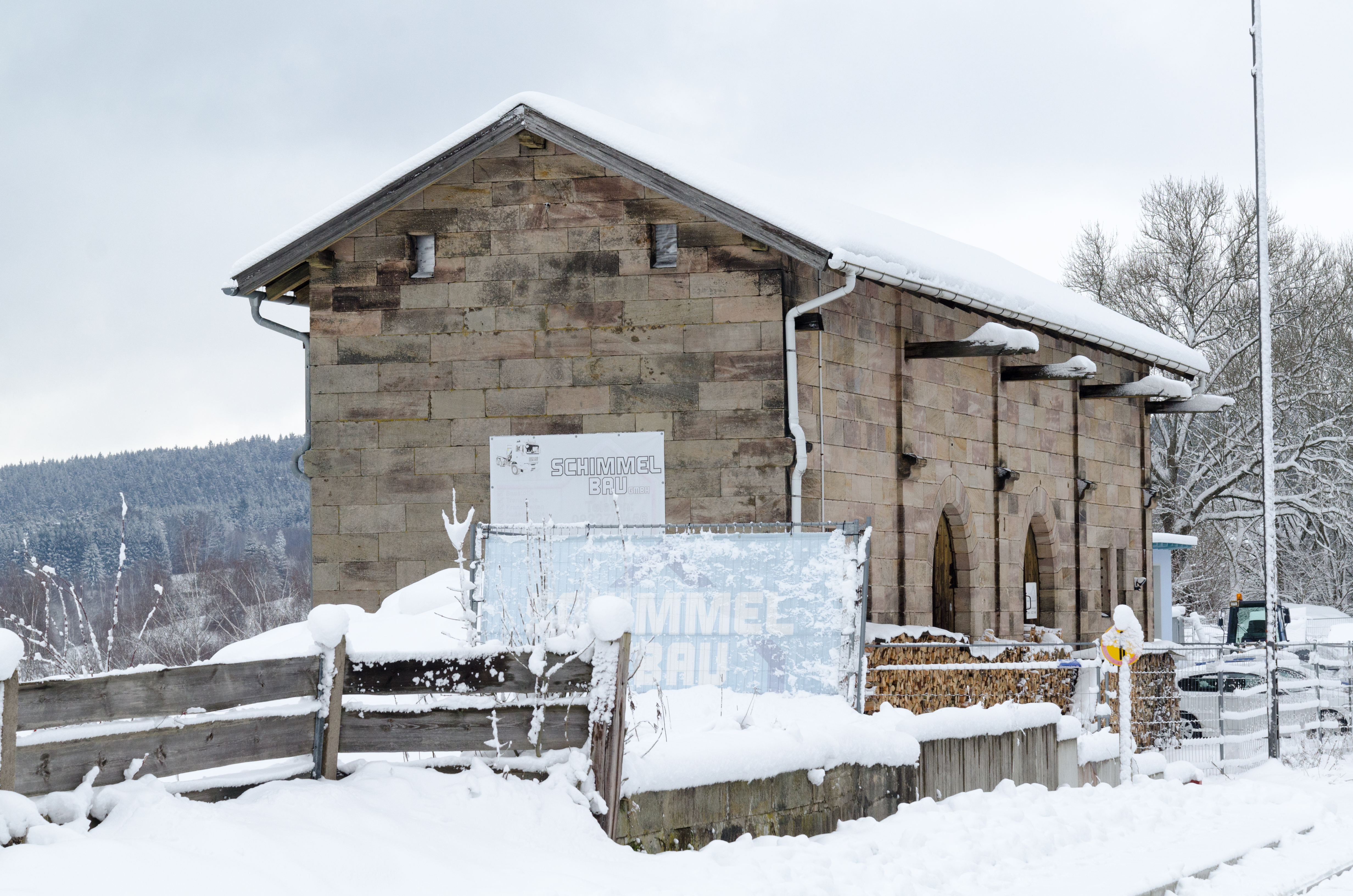
Güterschuppen nach Rückbau des Vordachs
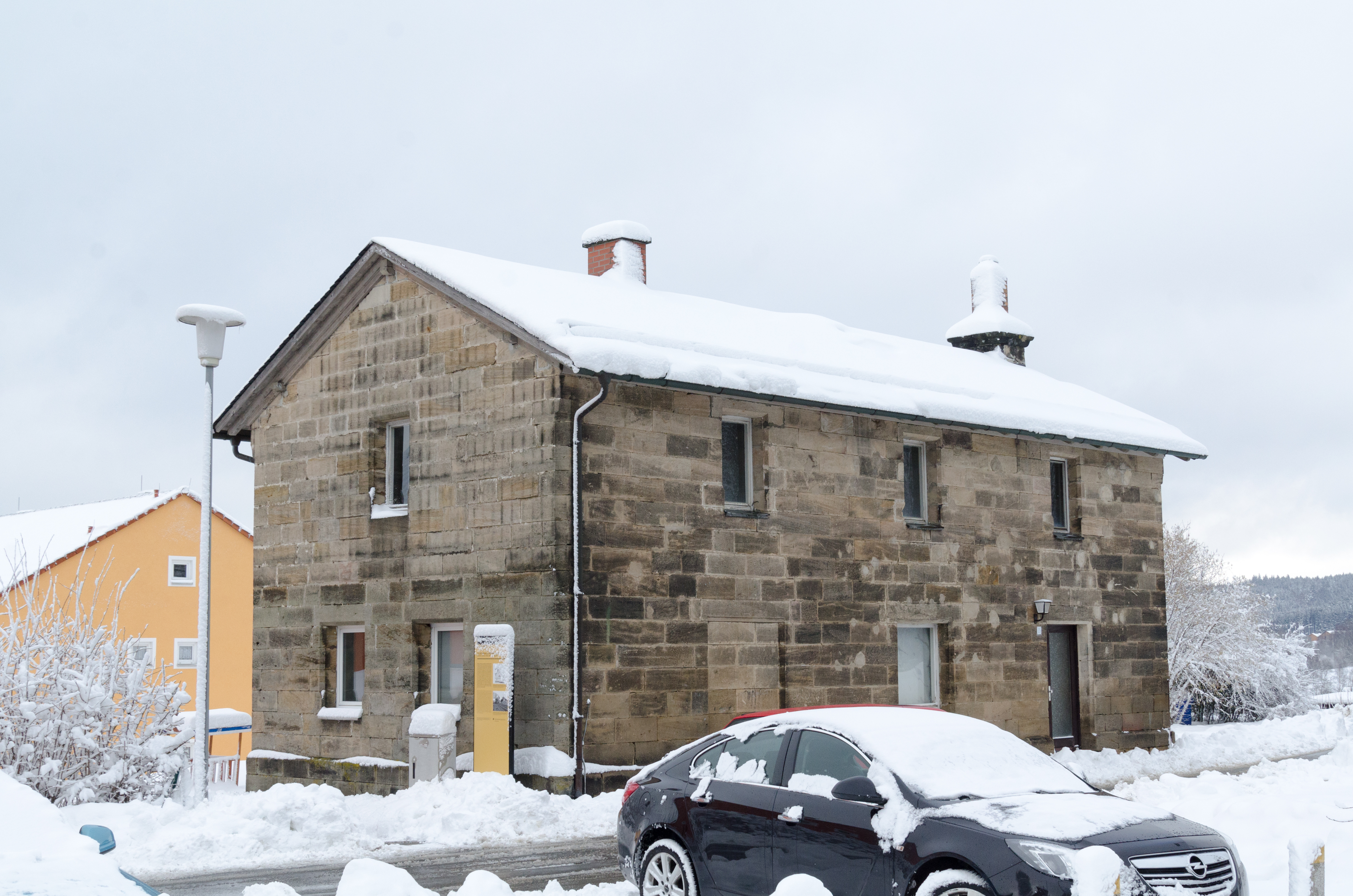
Ehemaliges Wasserhaus

## Verkehr

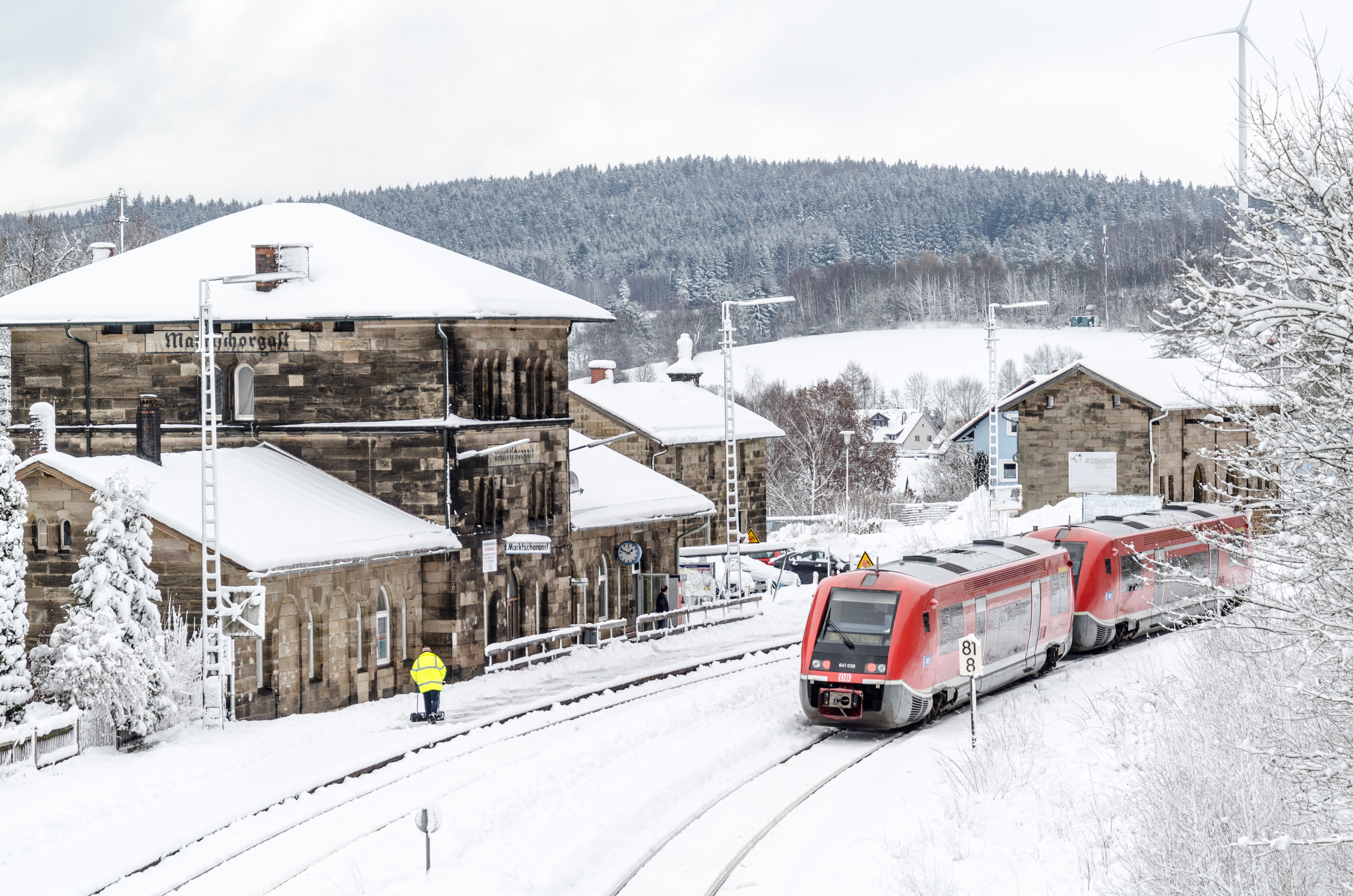
Dieseltriebwagen der Baureihe 641 vor dem denkmalgeschützten Ensemble

Im Jahr 2021 wird Marktschorgast im angenäherten Stundentakt mit Regional-Expresszügen von DB Regio Nordostbayern der Relation Hof–Lichtenfels bedient. Dabei wechseln sich Triebwagen der Baureihe 641 mit Neigetechnik-Triebzügen der Baureihe 612 ab, letztere laufen zweistündlich weiter bis Bamberg.

## Vorspann- und Schiebebetrieb

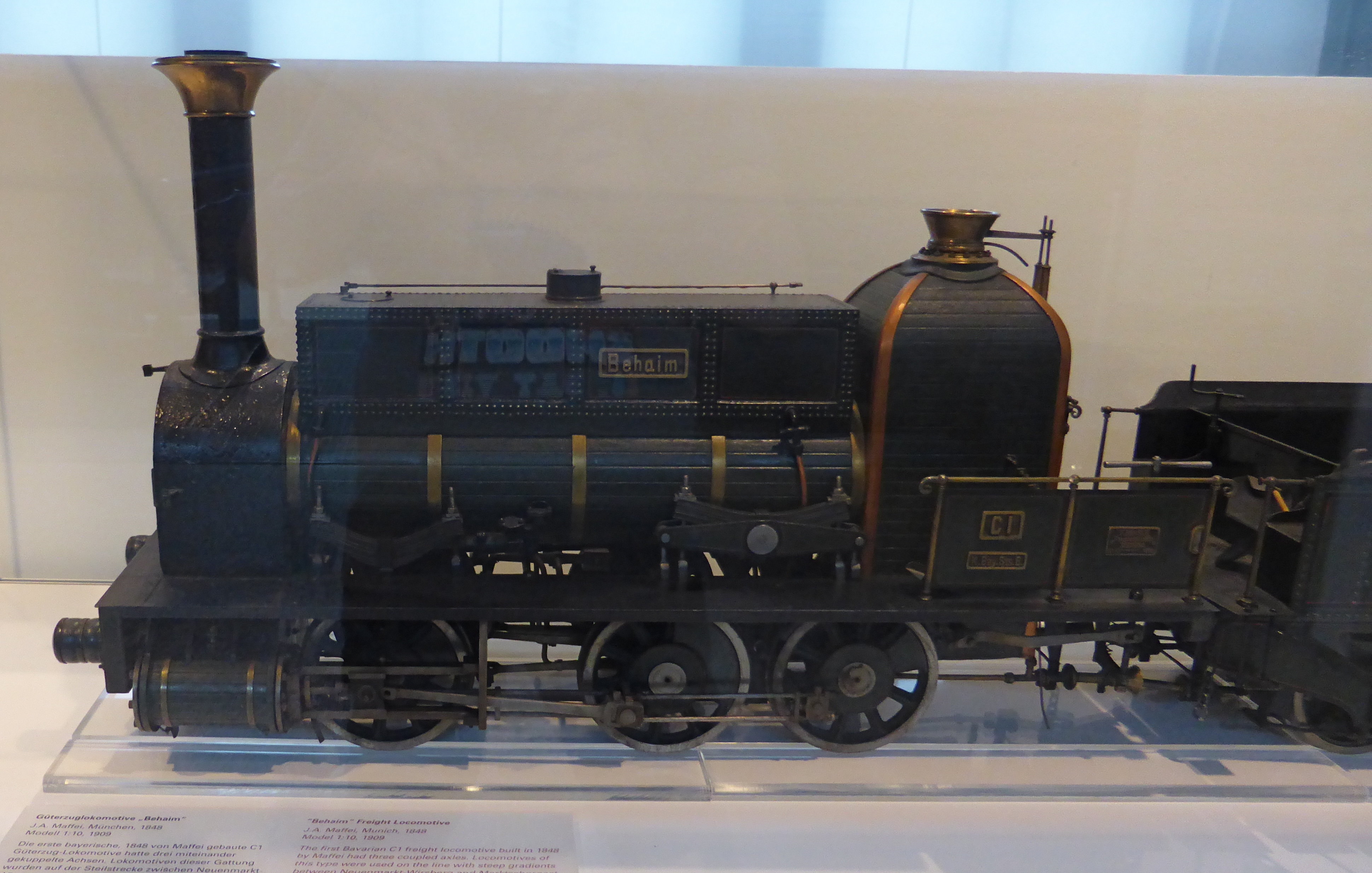
Modell einer Bayerischen CI

In der Anfangszeit wurden den planmäßigen Dampflokomotiven der Baureihe B I in Neuenmarkt dreiachsige Maschinen der Baureihe CI vorgespannt, die speziell für diesen Dienst auf der Schiefen Ebene entwickelt wurden. Sie wurden als Remorqueure (Schlepper) bezeichnet und liefen vor schweren Zügen häufig über Marktschorgast hinaus bis Falls, Stammbach oder Schödlas durch. Bereits nach ca. 10 Jahren wurden die C I durch fünf Loks der Baureihe C II verdrängt. Diese waren keine Sonderanfertigungen für die Schiefe Ebene mehr und zählten zu den stärksten Güterzuglokomotiven ihrer Zeit. Ab 1874 versahen dann vier Maschinen der Baureihe C III diesen Dienst, die 1892 wiederum von der Baureihe C IV abgelöst wurden. Spätestens die C-IV-Maschinen wurden nicht nur im Vorspann- sondern auch im Schiebebetrieb eingesetzt.

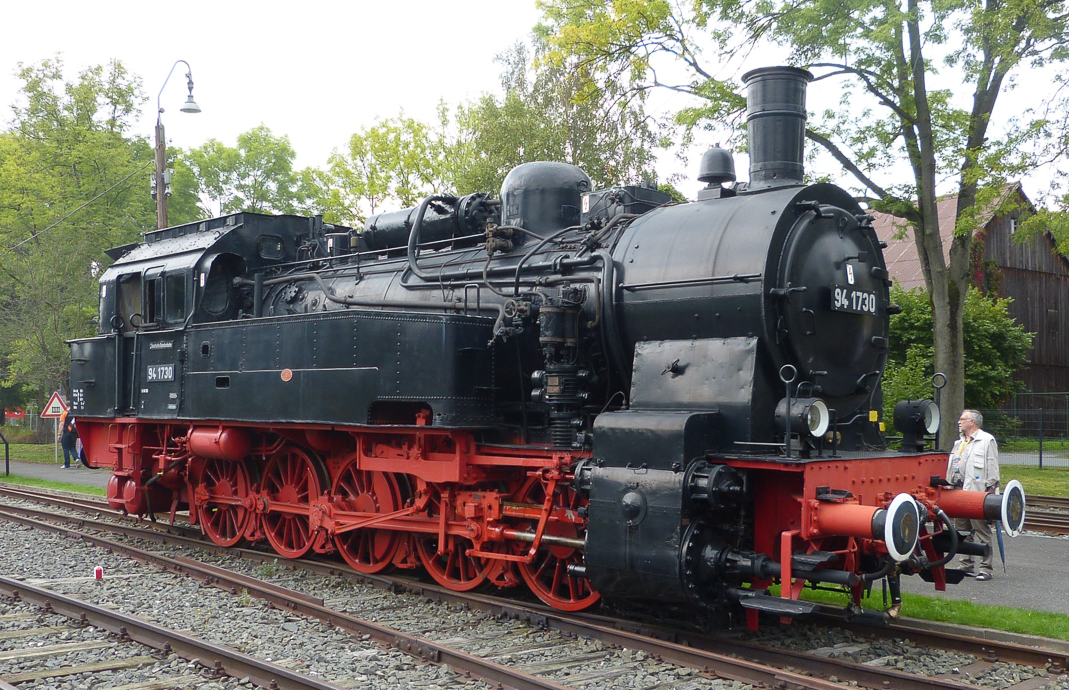
94 1730 (Preußische T 16.1) im Deutschen Dampflokomotiv-Museum in Neuenmarkt

Nach dem Ersten Weltkrieg gingen zahlreiche C IV als Reparationsleistungen an Frankreich und Rumänien. So kam ab 1919 vermutlich die Baureihe G 3/4 H auch im Schiebedienst zum Einsatz, obwohl sie sich für diesen Zweck nicht besonders eignete. Zwischen 1927 und 1942 erfüllten Preußische T 16.1 (Baureihe 94.5–17) diese Aufgabe. Nachteil aller bis dahin verwendeten Vorspann- und Schiebeloks war der Schlepptender gewesen, der für das Reibungsgewicht nicht von Nutzen war. Mit den T 16.1 kam erstmals eine ausgesprochen für diesen Zweck geeignete Lokgattung auf die Schiefe Ebene; 1936 kamen mit der 1913 entwickelten Mallet-Baureihe 96 (Bayerische Gt 2×4/4) dann noch stärkere Schiebeloks dorthin, zudem mit der 95 003 eine erste Preußische T 20.
Kriegsbedingt waren, nicht zuletzt wegen Ersatzteilmangels, Mitte 1944 an starken Schiebeloks nur noch sechs 95er einsatzbereit. Neu hinzugekommene Streckenlokomotiven der Kriegsbaureihe 42 wurden daher bis ca. 1953 auch im Schiebedienst eingesetzt. Spätestens nach der Ausmusterung der 96er (1948) wurden in diesem Dienst auch – und zwischen 1953 und 1965 fast ausschließlich – Loks der Baureihe 57 (Preußische G 10) verwendet, ab 1949 zunächst gelegentlich und in den 1960er Jahren regelmäßig zudem solche der Baureihe 50. Sogar die Baureihe 64 war in den 1950er Jahren manchmal im Schiebe- bzw. Druckdienst anzutreffen.
Ab 1963 kamen im Schiebedienst auch Diesellokomotiven zum Einsatz, zunächst gelegentlich und ab 1967 ausschließlich. Hauptsächlich handelte es sich um die Baureihen V 200, V 100 und V 60. Mit der Auflassung des Dampfbetriebs endete 1975 der Schiebedienst auf der Schiefen Ebene.
Eine Reihe von Dampflokomotiven für den Schiebedienst war mit einer Kellerschen Kupplung ausgestattet, die vom Führerstand aus gelöst werden konnte. Der Druckdienst war im Normalfall am Marktschorgaster Ausfahrsignal beendet. Während der Fahrt löste der Lokführer der Schiebelok seine Maschine vom Zug und teilte das der Zuglok durch einen Achtungspfiff mit. Dann bremste er seine Maschine ab und fuhr, nach dem er den Abfahrauftrag durch den Fahrdienstleiter erhalten hatte, auf dem bergseitigen Talgleis der Schiefen Ebene zurück.

## Trivia
Als Probefahrtstrecke des Ausbesserungswerks Nürnberg sah die Schiefe Ebene immer wieder seltene Gäste. In diesem Zusammenhang kam beispielsweise 1958 mit dem VT 3 der Alsternordbahn ein MAN-Schienenbus nach Marktschorgast.